# Tourbillon
En el món de la rellotgeria, un tourbillon (/tʊərˈbɪljən/ ; francès: [tuʁbijɔ̃] " remolí de vent ") és una addició a la mecànica d'un escapament de rellotge per augmentar la precisió. Concebut pel rellotger i inventor britànic John Arnold, va ser desenvolupat pel seu amic el rellotger suís-francès Abraham-Louis Breguet i patentat per Breguet el 26 de juny de 1801. En un tourbillon, l'escapament i el volant estan muntats en una gàbia giratòria, amb l'objectiu d'eliminar els errors d'equilibri de la balança donant un pes uniforme.
Els tourbillons encara s'inclouen en alguns rellotges de polsera moderns, on el mecanisme sol estar exposat a la cara del rellotge per mostrar-lo.

## Tipus de tourbillon

### Tourbillon d'un sol eix

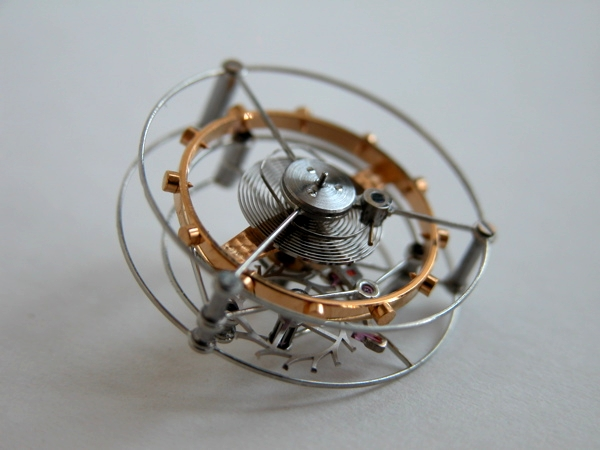
Un tourbillon muntat

Patentat per Breguet el 1801, el tourbillon d'un sol eix minimitza la diferència de velocitat entre posicions causada per errors d'equilibri. El tourbillon es va inventar per complementar l'equilibri bimetàl·lic dividit que era inherentment difícil d'equilibrar.
En la implementació més habitual, el carro de tourbillon és portat pel quart pinyó, dins d'una quarta roda estacionària. El pinyó d'escapament s'enganxa amb aquesta quarta roda estacionària, de manera que quan el carro gira amb el quart pinyó, la roda d'escapament també girarà. El carro s'allibera i es bloqueja amb cada vibració de la balança.

### Tourbillon de doble eix

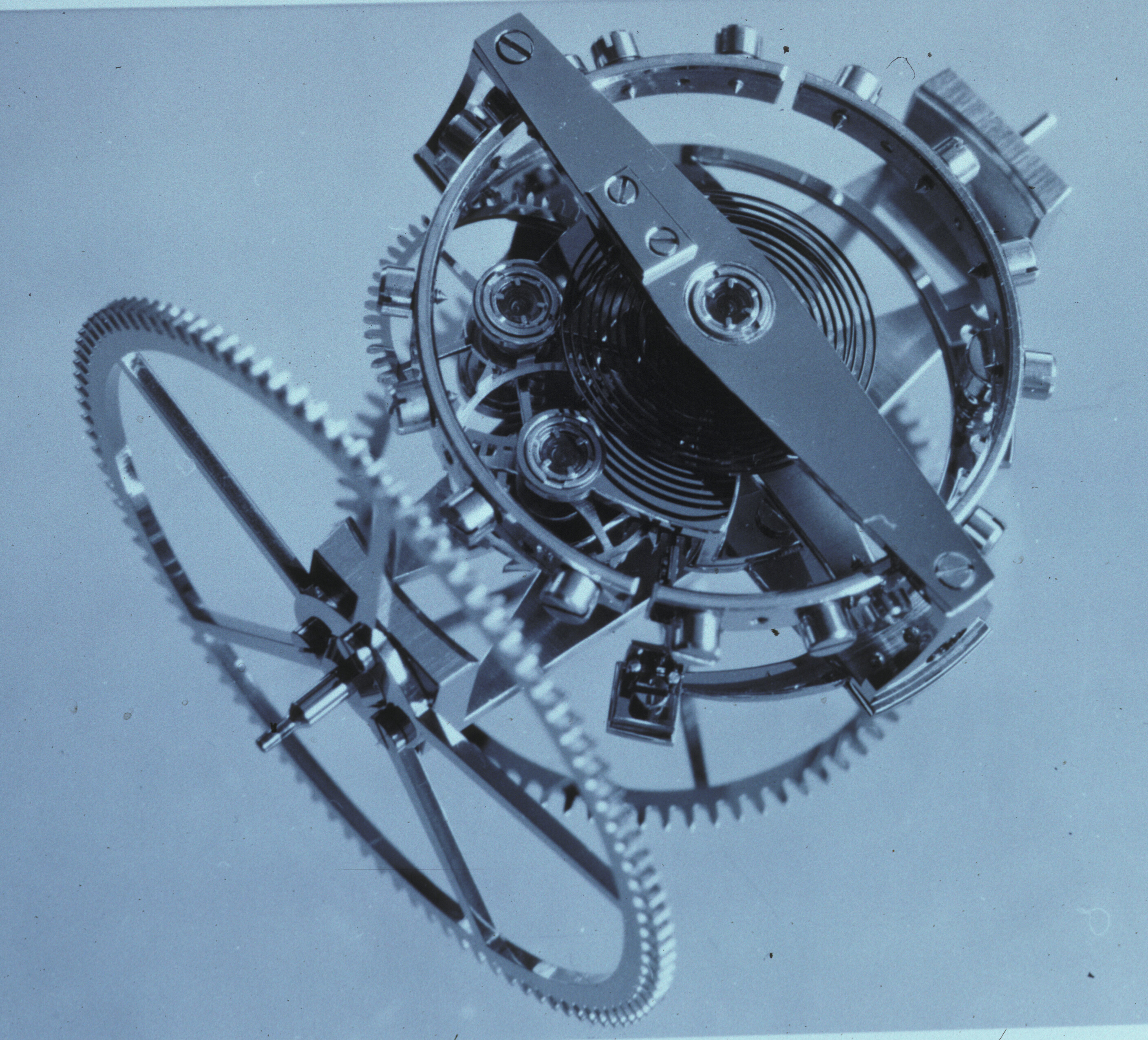
El tourbillon de doble eix d'Anthony Randall instal·lat en un rellotge de carro

Anthony Randall va inventar el tourbillon de doble eix el gener de 1977 i posteriorment el va patentar. El primer exemple de treball va ser construït més tard per Richard Good el 1978. El 1980 Anthony Randall va fer un tourbillon de doble eix en un rellotge de carro, que es trobava al (ara tancat) Time Museum de Rockford, Illinois, EUA, i es va incloure al seu Catàleg de cronòmetres.
L'any 2003, inspirat en aquest invent, el jove rellotger alemany Thomas Prescher va desenvolupar per a la Thomas Prescher Haute Horlogerie el primer tourbillon volador de doble eix en un rellotge de butxaca i, el 2004, el primer tourbillon volador de doble eix amb força constant al carro. en un rellotge de polsera. Mostrat al Baselworld 2003 i 2004 a Basilea, Suïssa.
Una característica d'aquest tourbillon és que gira al voltant de dos eixos, tots dos giren una vegada per minut. Tot el tourbillon està accionat per un mecanisme especial de força constant, anomenat remontoir. Prescher va inventar el mecanisme de força constant per igualar els efectes d'una pèrdua de força del ressort principal, la fricció i la gravitació. D'aquesta manera, sempre s'ofereix força fins i tot al sistema de regulació de l'oscil·lació del tourbillon de doble eix. El dispositiu incorpora un sistema modificat a partir d'un disseny d'Henri Jeanneret.

### Tourbillons dobles i quàdruples

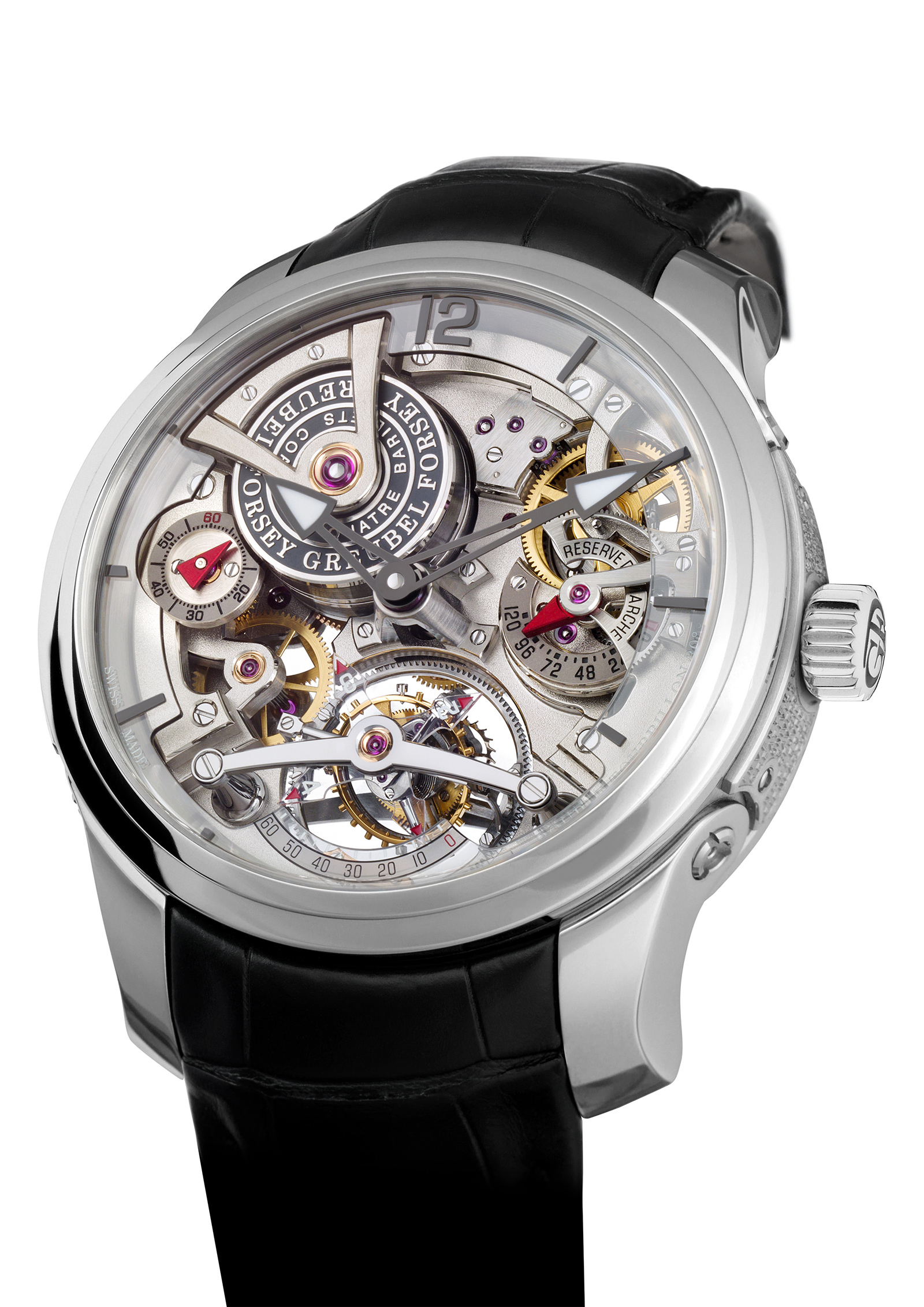
Tècnica Greubel Forsey Double Tourbillon, un exemple de la qual va guanyar el Concurs Internacional de Cronometria 2011 organitzat pel Museu Horològic de Le Locle

Robert Greubel i Stephen Forsey van llançar la marca Greubel Forsey el 2004 amb la introducció del seu Double Tourbillon 30° (DT30). Els dos homes treballaven junts des de 1992 a Renaud & Papi, on van desenvolupar complicats moviments de rellotge. El Double Tourbillon 30° inclou un carro de tourbillon que gira una vegada per minut i s'inclina 30°, dins d'un altre carro que gira una vegada cada quatre minuts. El 2005, Greubel Forsey va presentar el seu Quadruple Tourbillon à Différentiel (QDT), utilitzant dos dobles tourbillons que treballaven de manera independent. Un diferencial esfèric connecta els quatre carros giratoris, distribuint el parell entre dues rodes que giren a diferents velocitats.

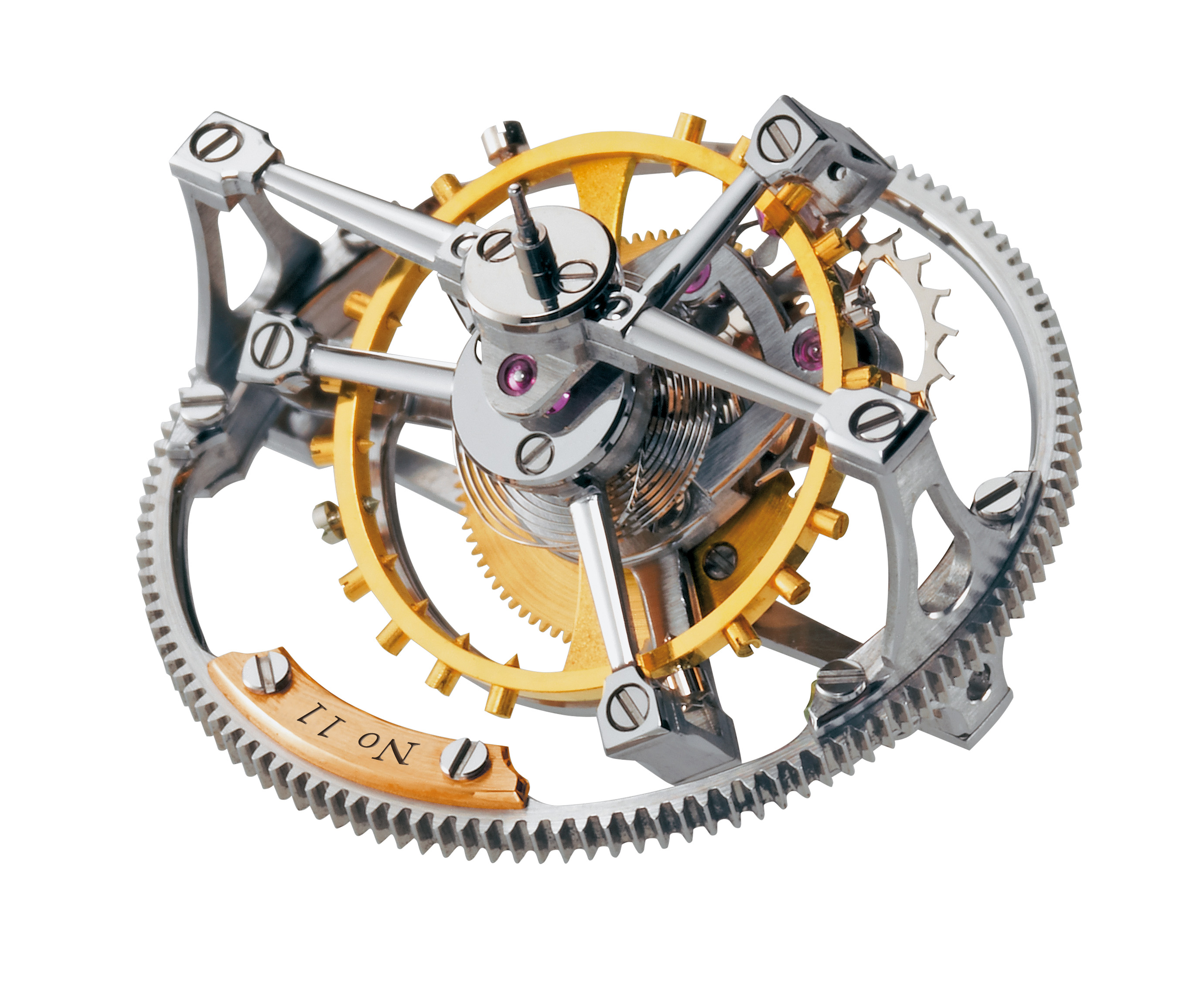
Mecanisme Greubel Forsey Double Tourbillon 30°

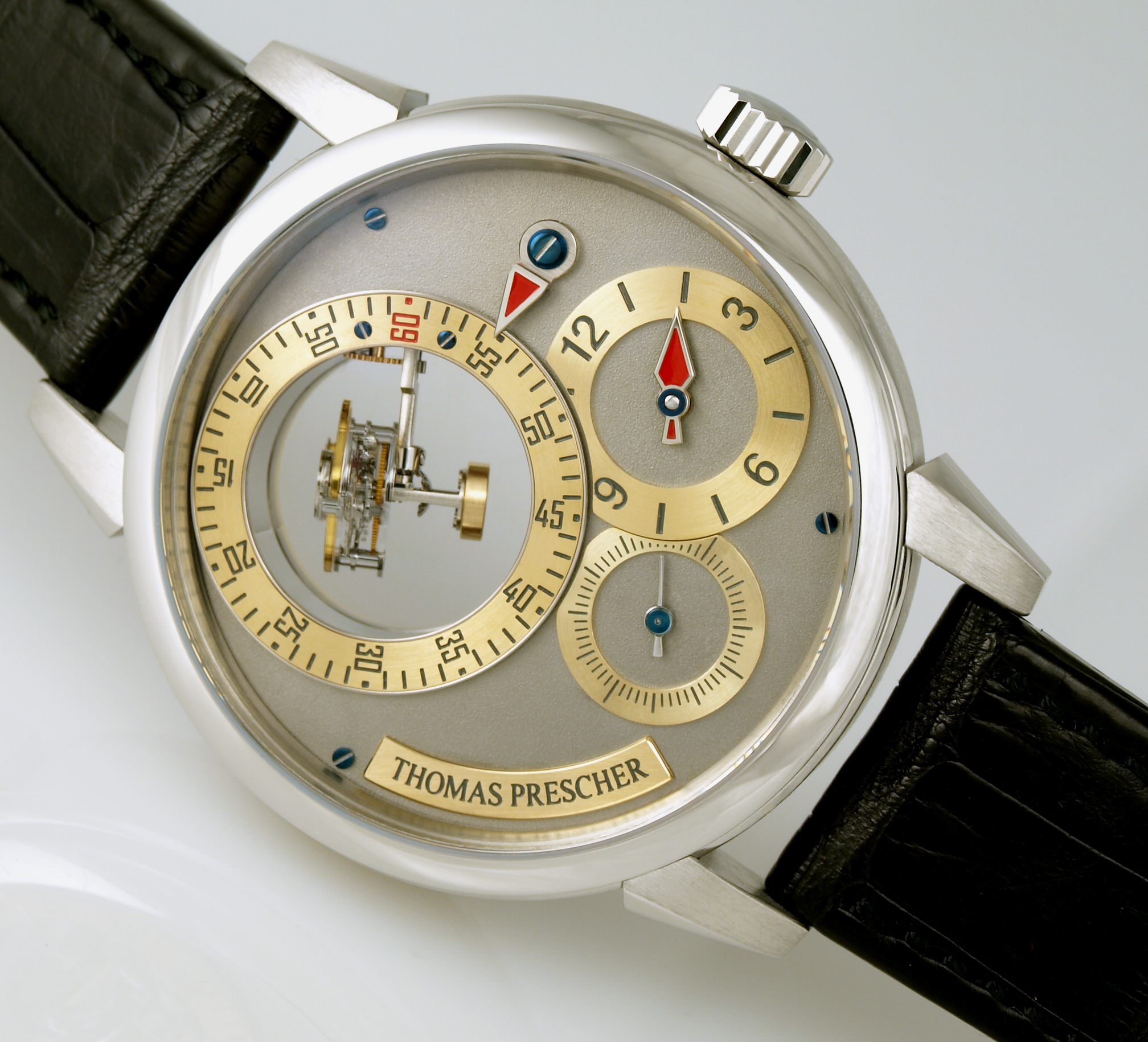
Triple-Axis-Tourbillon de Thomas Prescher

El 2004, Thomas Prescher va desenvolupar el primer tourbillon de tres eixos per a la Thomas Prescher Haute Horlogerie amb força constant al carro d'un rellotge de polsera. Es va presentar a Baselworld 2004 a Basilea, Suïssa, en un conjunt de tres rellotges que inclouen un tourbillon d'un eix, un de doble eix i un de triple eix.
El moviment turbillon triaxial únic del món per a rellotges de polsera, amb només coixinets de joies tradicionals, va ser inventat pel rellotger independent Aaron Becsei, de Bexei Watches, l'any 2007. El rellotge de polsera Primus es va presentar al Baselworld 2008 a Basilea, Suïssa. En el moviment del tourbillon de tres eixos, la tercera gàbia (externa) té una forma única que ofereix la possibilitat d'utilitzar coixinets de joia a tot arreu, en lloc de coixinets de boles. Aquesta és una solució única a aquesta mida i nivell de complicació. Hi ha uns quants rellotges de polsera i de butxaca que inclouen escapaments Triple Axis o Tri-Axial Tourbillon. Exemples d'empreses i rellotgers que inclouen aquest mecanisme són Vianney Halter amb el seu rellotge "Deep Space", Thomas Prescher, Aaron Becsei, Girard-Perregaux amb el "Tri-Axial Tourbillon", Purnell amb el "Spherion" i Jaeger . LeCoultre amb el "Gyrotourbillon".

### Tourbillon volador
En lloc d'estar recolzat per un pont, o gall, tant a la part superior com a la part inferior, el tourbillon volador està en voladís i només es recolza des d'un costat. El primer tourbillon volador va ser dissenyat per Alfred Helwig, instructor de l'Escola Alemanya de Rellotgeria, l'any 1920.
L'any 1993, Kiu Tai-Yu, un rellotger xinès resident a Hong Kong, va crear un tourbillon semi-volant amb només un carro abreujat per a la roda d'escapament i la forquilla de palet, el pivot superior del volant es recolzava en un pont de safir.

### Gyro tourbillon
El primer tourbillon de rellotge de polsera de Jaeger-LeCoultre es va presentar el 1993 (tot i que JLC havia produït tourbillons abans, inclòs el famós calibre 170 de competició d'observatori) i el 2004 la companyia va presentar el Gyrotourbillon I. Gyrotourbillon I és un tourbillon de doble eix amb un calendari perpetu i equació del temps, i des de llavors, Jaeger-LeCoultre ha produït diverses variacions sobre el tema del tourbillon multieix. En general, aquests han estat rellotges bastant gruixuts (el Gyrotourbillon I té 16 mm de gruix), però amb el Reverso Tribute Gyrotourbillon, JLC ha produït una versió més fina i molt més portàtil del seu tourbillon multi-eix. A 51,1 mm x 31 mm x 12,4 mm.

## Rellotges turbillon moderns

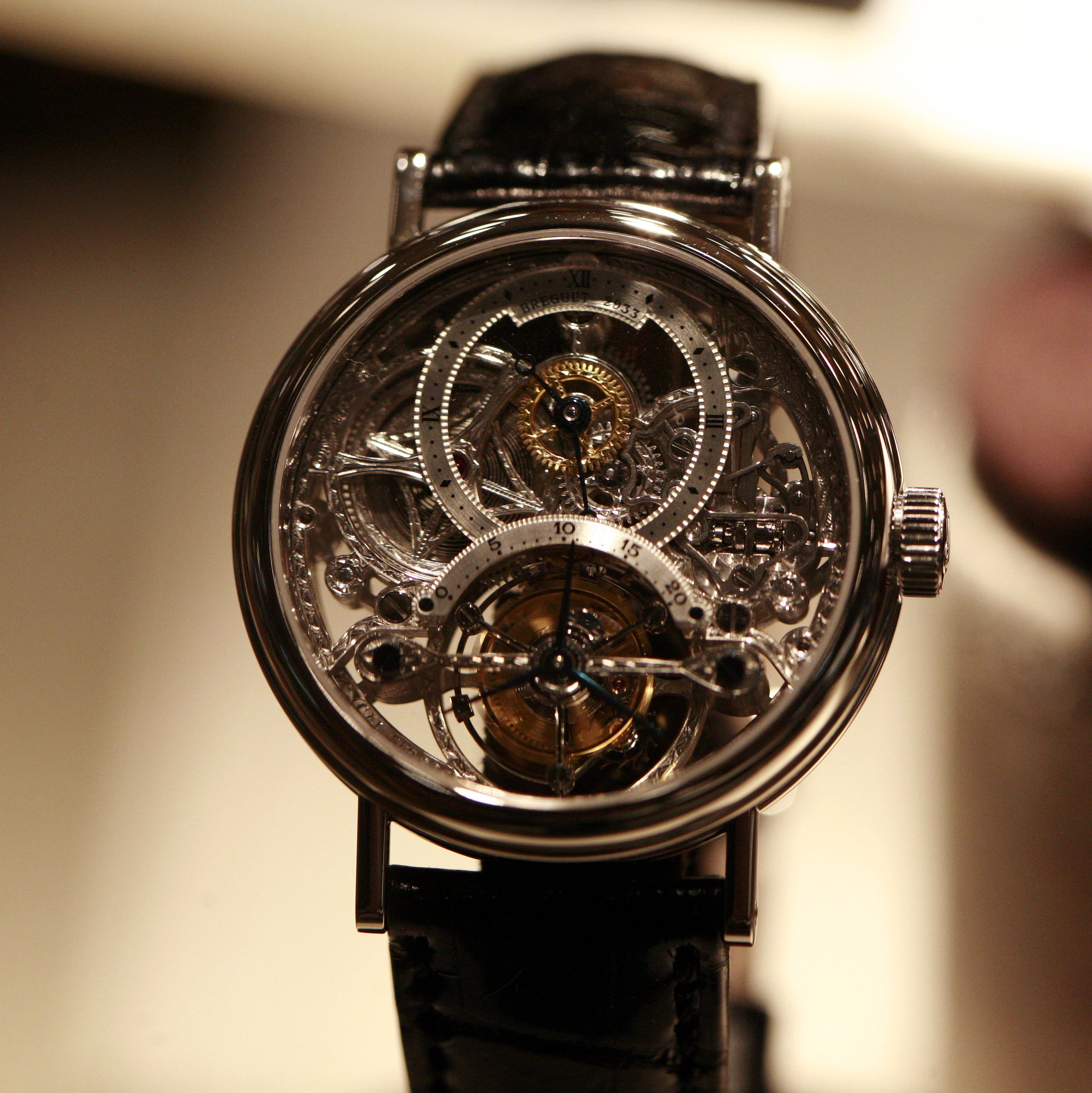
Un rellotge amb moviment tourbillon de Breguet

En els dissenys de rellotges mecànics moderns, la producció d'un rellotge d'alta precisió no requereix un tourbillon. Fins i tot hi ha un debat entre els horòlegs sobre si els tourbillons van millorar mai la precisió dels rellotges mecànics, fins i tot quan es van introduir per primera vegada, o si els rellotges del dia eren inherentment inexactes a causa de les tècniques de disseny i fabricació. Un tourbillon és una característica valorada dels rellotges de col·leccionisme i de preu superior, possiblement pel mateix motiu que els rellotges mecànics aconsegueixen un preu molt més elevat que els rellotges de quars similars que són molt més precisos.
Els rellotges de polsera de tourbillon d'alta qualitat, generalment fabricats per la indústria suïssa de rellotges de luxe, són molt cars i normalment es venen al detall per desenes de milers de dòlars o euros, amb preus molt més alts en centenars de milers de dòlars o euros. Un renaixement recent de l'interès pels tourbillons ha estat satisfet per la indústria amb una major disponibilitat de peces de rellotgeria amb aquesta característica, amb el resultat que els preus dels models bàsics de tourbillon s'han reduït una mica en els darrers anys. Anteriorment, aquests models eren molt rars, ja fossin antics o nous. Qualsevol rellotge amb un tourbillon costarà molt més que una peça equivalent sense aquesta funció. Els preus dels models suïssos solen començar als 40.000 dòlars i els preus dels rellotges tourbillon més cars poden arribar a les sis xifres. Els preus d'alguns models xinesos poden anar des de centenars de dòlars fins a gairebé 5.000 dòlars.
Les implementacions modernes normalment permeten veure el tourbillon a través d'una finestra de l'esfera del rellotge. A part de l'efecte decoratiu, un tourbillon pot actuar com a segona mà per a alguns rellotges, si el tourbillon gira exactament una vegada per minut. Alguns tourbillons giren més ràpid que això (el 24 de Greubel Forsey segon tourbillon per exemple). A més, molts rellotges quotidians presenten el seu volant oscil·lant. De vegades anomenats, prou adequadament, el "cor obert", aquests de vegades són malinterpretats per comerciants sense escrúpols com un tourbillon (i "a l'estil de tourbillon" pels ètics).

## Reducció en el preu
Diversos fabricants xinesos fabriquen una varietat de moviments de tourbillon. Aquests moviments són comprats com per alguns fabricants i de vegades s'incorporen a rellotges que compleixen els requisits de la Federació de la Indústria Rellotgeria Suïssa per vendre-els com Swiss Made, que requereix que el 60% del valor s'hagi produit a Suïssa. La disponibilitat de tourbillons menys costosos ha fet que els espectadors de la indústria es preocupin que es pugui produir una altra crisi del quars, on la indústria rellotgeria suïssa no podrà adaptar-se ràpidament als rellotges mecànics complicats i menys costosos produïts en altres països. El 2016, TAG Heuer va començar a oferir el tourbillon Carrera Heuer-02T a un preu de venda suggerit de 14.900 CHF (~15.000 dòlars EUA), significativament inferior als 100.000 CHF o més que cobren algunes altres marques de rellotges suïsses establertes.